# Променљива звезда
Променљива звезда је звезда чија се промена сјаја може уочити током кратког временског интервала (кратког у астрономским мерилима: сатима, данима, годинама), а није узрокована појавама у атмосфери Земље. 
Већина звезда сјаји стално готово константним сјајем, само 1% свих звезда су променљиве звезде. Наше Сунце је добар пример звезде која има готово сталан сјај (сјај се мења свега 0,01% током 11-годишњег Сунчевог циклуса).

## Историја посматрања
Године 1572. и 1604. посматране су експлозије супернове. Немачки астроном Давид Фабрицијус је 1596. године забележио да се сјај звезде omicron Ceti периодично мења. Године 1642. исту звезду је пољски астроном Јохан Хевелијус назвао Мира Стела (лат. чудновата звезда). 
Италијански астроном Ђеминијано Монтанари је 1669. приметио да Алгол мења сјај. Енглез Џон Гудрик је 1782. претпоставио да се ради о еклипсној променљивој звезди. Гудрик је 1784. открио делту Цефеја, прву познату звезду тог типа, које ће касније добити име цефеиде. Број новооткривених променљивих звезда значајно се повећао након 1890. када се у астрономији почела примењивати фотографија.
У последњем издању General Catalouge of Variable Stars (GCVS) из 2003. индексирано је приближно 40.000 променљивих у нашој Галаксији и око 10.000 у другим галаксијама, а поред тога око 14.800 променљивих уврштено је у New Catalogue of Suspected Variable Stars (NSV) – каталог могућих променљивих звезда.

## Начин посматрања
Променљиве звезде се проучавају применом фотометрије, спектрофотометрије и спектроскопије.
Најпознатије методе визуелне фотометрије су Погсонова, Пикерингова и Аргеландерова. Све се заснивају на упоређивању сјаја променљиве звезде с једном или више поредбених звезда константног сјаја у њиховој близини. Наведене методе разликују се према начину којим се то упоређивање врши. Тако се код интерполационе Пикерингове методе сјај променљиве “убаци” између сјаја других двеју поредбених звезда тако да смо сигурни да наша звезда има мањи сјај од једне и већи сјај од друге поредбене звезде. А Аргеландерова метода се темељи на тзв. ступњу, тј. најмањој разлици сјаја коју је око физиолошки у стању да региструје.
Када се прикупи више појединачних података о сјају променљиве звезде, може се приступити конструисању криве сјаја. На хоризонталну осу се наноси време посматрања, најчешће у јулијанским данима, а на вертикалну осу се стављају вредности сјаја у привидним звезданим величинама (магнитудама). Са криве је могуће одредити важне параметре за једну променљиву звезду, као што су период промене сјаја, тренутке максимума (највећи сјај променљиве звезде) и минимума, амплитуду промене сјаја и др.
Развијене су методе посматрања, којом и астрономи аматериорганизованим, континуираним радом могу постићи резултате значајне научне вредности. Пример за то је The American Association of Variable Star Observers (AAVSO) из Кембриџа (Масачусетс). Ово највеће међународно удружење посматрача променљивих звезда располаже с јединственом базом података која се састоји од преко 14 милиона посматрања прикупљених од 1911. године до наших дана.

## Номенклатура
У атласима и каталозима променљиве звезде се обележавају великим словима, почевши од R. Тако се нижу R, S, T, U итд. Уз слово се ставља други падеж латинског назива сазвежђа у којем се променљива звезда налази, тако нпр. R Draconis означава променљиву звезду R у сазвежђу Змаја (Draco). Кад се искористе сва слова до краја абецеде, прелази се на дуплирање које такође почиње са словом R па тако имамо RR...RZ, SS...SZ све до ZZ. Потом се наставља са двоструким ознакама: AB...AZ, BB...BZ, CC...QQ...QZ (с тим што се Ј комбинације не користе). Након што се исцрпе све комбинације са словима, прелази се на ознаку V уз коју долази број већи од броја 334 (комбинација са словима има укупно 334). Тако нпр. V1016 Cygni означава 1016. променљиву звезду у сазвежђу Лабуда (Cygnis).

## Класификација променљивих звезда
Сјај звезда се мења из много разлога. Он се може мењати и кроз неколико звезданих величина, али и тако слабо да то опажамо само осетљивим фотометром. Неким се звездама сјај мења правилно или скоро правилно, друге одједном избледе или ненадано засјаје. Промена се може одвијати у вишегодишњим циклусима, или и у само неколико секунди.
Променљиве звезде можемо поделити у две основне групе:
- Физички променљиве звезде: мењају сјај услед физичких процеса у самој звезди, и оне се деле у три подгрупе:
  - Пулсирајуће променљиве звезде: су звезде које се скупљају и шире (пулсирају) с периодом од неколико дана или месеци.
  - Еруптивне променљиве звезде: одликују се избацивањем материје у облику ерупције што за последицу има повећање сјаја одређених подручја на звезди. Неке испуштају облаке угљеника који их изненада заклоне.
  - Катаклизмичке променљиве звезде: звезде које јако промене сјај након што доживе неку наглу, велику промену. Међу њих убрајамо нове и супернове.
- Еклипсно и ротирајуће променљиве звезде: мењају сјај услед спољних узрока, који могу бити ротација или помрачења звезде. Овде имамо две подгрупе:
  - Еклипсно променљиве звезде: то су двојне звезде чије се компоненте у систему крећу у равни посматрача на Земљи тако да на делу путање периодично прекривају једна другу. Промену сјаја може и да изазове и планета што је једна од метода проналаска вансоларних планета.
  - Променљиве звезде услед ротације: њихова је површина неравномерно прекривена огромним пегама сличним Сунчевим, и ротацијом звезде појављују се различите групе пега, па се звездин сјај мења.

Ове подгрупе се даље дијеле на појединачне типове звезда које су име добиле по својем прототипу, карактеристичном представнику. Тако се патуљасте нове називају звездама типа U Geminorum по првој променљивој звезди из ове групе - U Geminorum коју је 1855. године открио енглески астроном Џон Расел Хајнд.

## Физички променљиве звезде

### Пулсирајуће променљиве звезде
Већина звезда из ове скупине пулсирају тако да се скупљају и шире. Међу пулсирајућим променљивим звездама разликујемо две велике класе:
- Цефеиде - имају кратке периоде (неколико дана или месеци), а стабилан период промене сјаја један је од најважнијих објежја цефеида.
- Дугопериодичне променљиве звезде – њихови периоди су дужи, до 1000 дана, сјај звезде се мења мање правилно.

#### Цефеиде
Цефеиде (име су добиле по делти Цефеја) су жути и црвени суперџинови (спектралног типа А – М) који пулсирају врло правилно. Период пулсирања цефеиде повезан је с њеним апсолутним сјајем.

##### Делта цефеиде
Делта цефеиде се одликују врло постојаним и дугим периодима промене сјаја који могу бити између 1,5 и 50 дана. У скорије време пронађене су цефеиде с периодима дужим од 100 дана. Амплитуде промене сјаја - разлика привидних величина у максимуму и минимуму сјаја – могу се кретати у интервалу 0,2 - 2,0 звездане величине. Карактеристичан представник звезда овог типа је делта Цефеја. Делта цефеиде припадају звездама спектралног типа Ф, Г и К, њихове апсолутне магнитуде досежу до -6 (што значи да могу бити 10.000 пута сјајније од Сунца). Време потребно да се њихов сјај повећа и опет смањи (период променљиве звезде) говори нам колики је њихов апсолутни сјај. Упоредимо ли потом ту величину с привидним сјајем цефеиде, лако можемо израчунати колико је она од нас удаљена. Цефеиде су стога нарочите важне у астрономији, јер омогућују одређивање удаљености и изван наше Галаксије.

##### W Virginis
Врло су сличне цефеидама, но оне су старије звезде популације II, сиромашније тежим елементима. Периоди промене сјаја код ових звезда варирају од 2 до 45 дана с амплитудама од 0,3 до 1,2 магнитуде.

##### RR Lyrae
Сличне су цефеидама, али имају нешто мањи луминозитет. То су старе звезде популације II, масе отприлике једнаке Сунчевој. Припадају збијеним јатима. Све оне врло брзо мењају свој сјај, периоди износе између 0,05 и 1,2 дана, а притом им се сјај најчешће мења за око једну звездану величину.

##### Delta Scuti
Припадају спектралним типовима А0 – Ф5, амплитуде промене сјаја су им од 0,003 до 0,9 магнитуда, периоди су им 0,01 до 0,2 дана. Променљиве ове врсте настањују подручје галактичке равни, тј. диска.

##### SX Phoenicis
Сличне су променљивим звездама типа delta Scuti, припадају спектралним класама А2 - Ф5. Најчешће се опажају у кугластим јатима. Сјај им се мења с амплитудом од 0,7 магнитуде, а периоди су им 1-2 сата.

#### Плаво-беле променљиве звезде с раним спектрима (О и Б класе)
Плаво-беле звезде, џинови, с малим променама сјаја и кратким периодима

##### Beta Cephei
Имају веома кратке периоде, од 0,1 до 0,6 дана. Промена сјаја им није велика, креће се у распону од 0,03 до 0,3 магнитуде. Звезде припадају спектралним типовима од О8 до Б6.

##### PV Telescopii
Звезде ове групе су суперџинови саздани од хелијума с периодима 0,1-1 дан и просечним амплитудама промене сјаја од 0,1 магнитуде.

#### Дугопериодичне и полуправилне променљиве звезде
Црвени џинови који због слабе гравитације на својој површини не могу у довољној мери контролисати своје спољне слојеве па полако пулсирају кроз временски размак од неколико месеци и година. Дужина периода варира од циклуса до циклуса.

##### Мириде
Мириде су врло хладни црвени суперџинови који пулсирају врло споро. Период промене сјаја код мирида је између три месеца и три године, амплитуде су од 2,5 па све до 11 магнитуда. Већина је периода од 180 до 360 дана. Најпознатија од пулсирајућих звезда је Mira Ceti, тачније omicron Ceti. Њен сјај се мења од 2 до 10 магнитуде с периодом од отприлике 332 дана.

##### Полуправилне променљиве звезде
Црвени суперџинови чија је периодичност промене сјаја мање изражена од мирида. Амплитуде полуправилних променљивих су мање него код мирида (мање од 2,5 магнитуде). Познати пример за полуправилне променљиве звезде је Бетелгез. Бетелгез у Ориону који има период од око 2.070 дана и промену сјаја између 0,1 и 1,1 магнитуде.

##### RV Tauri
Жути пулсирајући суперџинови с полуправилним циклусима промене сјаја у трајању од 30 до 100 дана с амплитудама од 3-4 магнитуде. У максимуму сјаја показују спектар Ф или Г а у минимуму сјаја спектралне разреде К или М.

#### Неправилне променљиве звезде
Црвени суперџинови у чијим променама сјаја нема правилности или се једва назиру.

#### Alpha Cygni
Променљиве звезде типа alpha Cygni су суперџинови с нерадијалним пулсацијама спектралних разреда Bep до AepIa. Њихови периоди варирају од неколико дана до неколико седмица, са просечном амплиутдом промене сјаја 0,1 магнитуде. Сјај им се мења неправилно. Прототип ове скупине променљивих звезда је звезда Денеб у сазвежђу Лабуда.

#### Пулсирајући бели патуљци
Ове нерадијално пулсирајуће звезде имају кратке периоде од неколико стотина до неколико хиљада секунди, с малим флуктуацијама сјаја од 0,001 до 0,2 магнитуде. Познати типови пулсирајућих белих патуљака обухватају: обичне беле патуљке типа DAV (тип ZZ Cet) у чијим атмосферама доминира водоник и имају спектар DA. Следе патуљци тпа DBV (тип V777 Her) с доминантним хелијумом у атмосфери и спектром типа DB. И накрају имамо патуљке типа GW Vir с атмосферама богатим хелијумом, уљеником и кисеоником. Звезде типа GW Vir могу се даље поделити на звезде типа DOV и PNNV.

### Еруптивне променљиве звезде

#### Протозвезде
Звезде у стадијуму настајања од сажимајућег молекуларног облака. У том процесу енергија гравитационог поља прелази у топлоту што доводи до почетка термонуклеарних реакција у језгру звезде. Многе протозвезде показују неправилне промене сјаја.

##### Хербигзвезде
Променљивост масивних (2-8 Сунчевих маса) Хербиг Ae/Be звезда узрокована је гасно-прашинастим облацима који круже у диску око звезде.

##### 
Младе неправилно променљиве звезде мање масе и већег спектралног типа, у стадијуму гравитационог сажимања. Окружене су протозвезданом маглином сачињеном од гаса и прашине. Амплитуде промене сјаја могу досећи неколико магнитуда. Променљивост сјаја звезда типа T Tauri узрокована је пегама на звезданој површини и гасовито-прашинастим згушњењима која круже у диску око звезде.
Младе променљиве звезде спектралних класа А до Г, стадијум у развоју T Tauri звезда. Сјај FU Ori се 1936. повећао за 6 величина и од тада је остао на истом нивоу.

#### Променљиве звезде главног низа

##### Волф-Раје звезде
Звезде типа Волф-Раје су малобројне масивне звезде високих температура (35.000-100.000 K) у којим због периодичних избацивања материје долази до промене сјаја у просеку за 0,1 магнитуду. Уз једноставан апсорпциони спектар оне показују снажне и широке емисионе линије јонизованог хелијума као и линије азот, угљеника и кисеоника.

##### Променљиве звезде типаUV Ceti(бљесковите звезде)
Ове звезде изненада за само 1-2 минуте повећају сјај за 2-3 магнитуде, а након тога за мање од једног сата сјај падне на претходни ниво. Типичан представник ове скупине звезда UV Ceti је блиски двојни систем чије су обе компоненте црвени патуљци спектралног типа М5е. Њихова укупна маса износи једва 0,08 Сунчеве масе. Неколико најближих црвених патуљака су бљесковите звезде, укључујући Проксиму Кентаури и Wolf 359.

#### Џинови и суперџинови

##### Плаве променљиве звезде великог луминозитета (типS Doradus)
Познате су и као променљиве звезде типа S Doradus назване по најлуминознијој звезди која припада тој групи. Овој групи припадају и хиперџинови eta Carinae и P Cygni.

##### Gamma Cassiopeiae
Променљиве звезде типа gamma Cassiopeiae су звезде спектралног типа BIII-IVe чији сјај варира неправилно с амплитудама до 1,5 магнитуде. Променљивост сјаја узрокована је избацивањем материје у екваторијалним подручјима звезде услед њене врло брзе ротације.

##### R Coronae Borealis
R Coronae Borealis представница је малобројне групе неправилних променљивих звезда које већи део свог циклуса проведу у максимуму сјаја. Током неколико година звезда има релативно постојан сјај око шесте магнитуде (апсолутни максимум 5,85 m у подручју V), потом изненада наступи активно раздобље када сјај звезде почиње слабити. У неколико недеља (30 до 35 дана) њен сјај може пасти све до привидне магнитуде 14,8. У неким приликама смањење сјаја бива ограничено на три до четири магнитуде. Минимуми обично трају неколико месеци, међутим са повременим мањим осцилацијама могу се продужити на неколико година. Звезда R CrB је џин с много угљеника у атмосфери, па звездани ветар повремено ствара овојницу од угљене прашине која се удаљава од звезде и кад се охлади постаје непрозирна, и заклања звезду.

#### Еруптивне двојне звезде

##### RS Canum Venaticorum
То су блиски двојни системи с дугопериодичним (1-4 године) активностима у хромосфери, укључујући бакље. Та активност донекле подсећа на циклусе Сунчеве активности. Звезде су извор радио-таласа, ултраљубичастог и рендгенског зрачења.

### Катаклизмичке и експлозивне променљиве звезде

#### Супернове
Појава супернове је експлозија звезде током које она може накратко надмашити сјај целе матичне галаксије. Сјај звезде може порасти више од 20 магнитуда.
Супернове типа  настају у блиским двојним системима у којима је једна звезда бели патуљак. Материјал прелази с пратиоца на белог патуљка све док његова маса не пређе Чандрасекарову границу. Тада се бели патуљак почне урушавати што је праћено повећањем температуре, следи фузија угљеника која готово истовремено захвати целу унутрашњост звезде и она експлодира као супернова. У експлозији бели патуљак се у потпуности распадне.
Супернове типа Ib и Ic као и супернове типа  настају кад се уруши језгро масивне звезде чији спољни слојеви експлодирају. Зависно од преостале масе у средишту остаје неутронска звезда или црна рупа.

#### Нове
У блиском двојном систему бели патуљак својом гравитацијом привлачи водоник са звезде пратиоца и скупља атмосферу. Гас се накупља све док се не догоди термонуклеарна фузија током које сјај система нагло и значајно порасте. Након неколико недеља водоник бива потрошен и фузија престане, сјај се враћа на вредност коју је имао пре појаве нове. Експлозија се понавља код тзв. повратних нових. Много чешће слабија експлозија јавља се код патуљастих нових.

#### Патуљасте нове
По начину промене сјаја новама су сличне патуљасте нове, које стварају много мање драматичне бљескове и они се понављају након неколико дана или месеци. То су тесни двојни системи у којима материја која се из једне звезде – најчешће субпатуљка - претаче на белог патуљка може изазвати драматичне реакције, које видимо као повремено повећање сјаја. Имамо три подврсте патуљастих нова:
- U Geminorum: повећања сјаја трају 5-20 дана, а понављају се у циклусима од неколико стотина дана. Сјај се обично мења од 2-6 магнитуда. У овој класи несумњиво је најпознатија SS Cygni. У време минималног сјаја SS Cygni има просечно 12,1 магнитуда, међутим у размацима који варирају између 30 и 90 дана, за само два до три дана повећа сјај до 8,2 магнитуда.
- Z Camelopardalis: подврста патуљасте нове које имају плато константног сјаја, тј. сјај се неко време задржи на истом нивоу између минимума и максимума.
- SU Ursae Majoris: звезде које имају честа мала повећања сјаја и ређе, знатно веће, велика повећања сјаја. То су тесни двојни системи с орбиталним периодима до 2,5 сата.

#### Z Andromedae– симбиотске звезде
Блиске двојне звезде које се имају заједнички гасовити омотач, па можемо рећи да су звезде у симбиози с међузвезданом материјом. Од материјала богатог водоником који струји с хладног црвеног џина око белог патуљка настане гасовити диск. Диск расте све док се не запали водоник на површини белог патуљка. Сјај звезда порасте за око 4 магнитуде у трајању од неколико година.

## Ротирајуће и еклипсне променљиве звезде

### Променљиве звезде услед ротације

#### Несферичне променљиве звезде
Звезде несферичног облика мењају сјај због несталне величине површине окренуте према посматрачу.

#### Звезде са пегама
Звезде чија је површина прекривена великим пегама сличним Сунчевим. Ротацијом звезде појављују се различите групе пега, па се сјај звезде мења за неколико десетих делова магнитуде.

##### FK Comae Berenicis
Ове звезде ротирају екстремно брзо па су попримиле облик елипсе.

##### BY Draconis
Променљиве звезде типа BY Draconis припадају спектралним разредима К или М, мењају сјај с амплитудом мањом од 0,5 магнитуда.

#### Променљива магнетна поља

##### Alfa2Canum Venaticorum
Променљиве звезде овог типа су звезде главног низа спектралних разреда Б8 – А7 с флуктуацијама сјаја од 0,01 до 0,1 магнитуда које су узроковане променама у њиховим магнетним пољима.

##### SX Arietis
Звезде из ове групе показују флуктуације сјаја од 0,1 магнитуде које су узроковане променама у њиховим магнетским пољима због врло брзе ротације.

##### Оптички променљиви пулсари
Неколико пулсара опажено је и у видљивој светлости, међу њима је најпознатији пулсар у маглини Рак. Сјај тих брзо ротирајућих неутронских звезда варира екстремно брзо, с периодима од неколико милисекунди.

### Еклипсне (помрачујуће) променљиве звезде
Поједини блиски парови звезда, код којих равни кретања граде врло мали угао према визури посматрача или се поклапају с њом, међусобно се помрачују при чему долази до смањења укупног сјаја система. Светлосна крива еклипсног система извор је бројних података о основним елементима двојног система – о релативним димензијама орбита и звезда, распореду светлости по површини звезда, као и о постојању гасова у њиховој околини. Једна од најпознатијих еклипсних звезда је Алгол, бета Персеја.

#### Променљиве звезде типа Алгол
Еклипсне променљиве типа Алгол имају помрачења с једним или два минимума одвојеним раздобљима скоро константног сјаја. Прототип је Алгол у сазвежђу Персеја.

#### Beta Lyrae
Променљиве типа beta Lyrae су врло блиски двојни системи. Њихова светлосна крива стално се мења, чинећи готово немогућим тачно одређивање почетка и краја једног помрачења.

#### W Ursae Majoris
Звезде из ове групе имају периоде краће од једног дана. Те су звезде толико међусобно блиске да су им површине скоро у контакту.

### Транзити планета
Звезда која има планете показује смањење сјаја док планете привидно пролазе испред ње. Тако примера ради планета величине Јупитера може смањити сјај звезде сличне Сунцу за око 1 посто у трајању од неколико сати. Такве промене сјаја могу се забележити данашњим осетљивим фотометрима.